# Iglica (slak)
Iglica is een geslacht van weekdieren uit de klasse van de Gastropoda (slakken).

## Soorten
- Iglica acicularis Angelov, 1959
- Iglica alpheus A. Reischutz & P. L. Reischutz, 2004
- Iglica calepii Niero & Pezzoli, 2016
- Iglica gittenbergeri A. Reischutz & P. L. Reischutz, 2008
- Iglica gratulabunda (A. J. Wagner, 1910)
- Iglica hellenica Falniowski & Sarbu, 2015
- Iglica kanalitensis A. Reischütz, N. Steiner-Reischütz & P. L. Reischütz, 2016
- Iglica maasseni Schütt, 1980
- Iglica sidarensis Schütt, 1980
- Iglica wolfischeri A. Reischutz & P. L. Reischutz, 2004
- Iglica xhuxhi A. Reischütz, N. Reischütz & P. L. Reischütz, 2014